# Stephan Bieker
Stephan Bieker (* 14. März 1968 in Hilden) ist ein deutscher Theater- und Fernsehschauspieler.

## Leben
Stephan Bieker wurde als jüngster von drei Söhnen geboren. Nach dem Abitur ging er zur Bundeswehr, wo er bis Ende 1989 seinen Wehrdienst ableistete. Sein anschließendes Studium an der Universität zu Köln beendete er 1991, nachdem er in Karin Beiers freier Theatergruppe „Countercheck Quarrelsome“ zwei Rollen in deren englischsprachigen Produktionen von Romeo and Juliet und Titus Andronicus übernommen hatte.
Nach einem Studium an der Hochschule für Musik und Darstellende Kunst Frankfurt am Main, war er bis 2007 Ensemblemitglied an den Staatstheatern Wiesbaden und Mainz. Er gastierte außerdem in Frankfurt, Darmstadt, Koblenz, Coburg, Bregenz, Luxemburg u. a.
Neben Auftritten in diversen Fernsehserien übernahm er 2009 auch Rollen in den Kinofilmen Phantomschmerz und Ganz nah bei Dir. Er spielte in einem Pilotfilm (2006) und zwei Staffeln (2008–2011) der RTL-Fernsehserie Lasko – Die Faust Gottes den Mönch Gladius. Seit 2012 war er in der unregelmäßig wiederkehrenden Rolle des Heiko Decker in der Sat1-Serie Danni Lowinski zu sehen. Von 2012 bis 2013 gehörte er neben Diana Amft und Margarita Broich zum Ensemble der NDR-Serie Neues aus Büttenwarder, in der er den Großneffen des Bürgermeisters Waldemar Schönbiehl darstellte. Von 2018 bis 2022 gehörte er zum Ensemble der mittlerweile eingestellten Spielfilmreihe Meine Mutter …. Seit 2022 ist er in der Rolle des Herbert an der Seite von Tom Gerhard auf zahlreichen deutschen Bühnen zu sehen, so auch wieder in der Herbsttournee 2025. Außerdem verpflichtete er sich er im Sommer 2025, bei den Sommerspielen Perchtoldsdorf bei Wien, die Rolle des Franz Schubert in Peter Turrinis Stück 'Schubert für Immer und Ewig', unter der Regie von Alexander Kubelka zu übernehmen.

## Filmografie (Auswahl)
- 1996–2001: Die Flop-Show
- 1999: Hausmeister Krause
- 2005: Alarm für Cobra 11 – Einsatz für Team 2
- 2004: Alarm für Cobra 11 – Die Autobahnpolizei
- 2005: Familienanwältin
- 2005: SOKO Wismar – Feuerteufel
- 2005: Große Jungs
- 2006: Hausmeister Krause
- 2006: SOKO Leipzig – Konkurrenten
- 2006: Lasko – Im Auftrag des Vatikans
- 2006: Pastewka – Der Einzug
- 2006: Windland
- 2007: 5 Sterne
- 2007: Ein Fall für zwei – Wo Freundschaft endet
- 2007: Herzog
- 2007: Der Staatsanwalt
- 2007: Tatort: Schatten der Angst (Fernsehreihe)
- 2008: Tatort: Seenot
- 2009–2010: Lasko – Die Faust Gottes (15 Folgen)
- 2009: Fasten à la Carte (Riva Film)
- 2009: Ein Fall für Zwei – Zerstörte Träume
- 2010: Alarm für Cobra 11 – Die Autobahnpolizei
- 2011: Heiter bis tödlich: Henker & Richter (ARD)
- 2011: Danni Lowinski – Karoshi (Sat1)
- 2012: Die Märchenstunde – Der kleine Muck (Pro7)
- 2012: Der Ballermann – Ein Bulle auf Mallorca (RTL)
- 2012: Jeder Tag zählt (aka. Das Jahr, als es um Lilli ging / ZDF)
- 2012: Neues aus Büttenwarder – Kömkuchen, Entführt, u. a. (Serie, NDR)
- 2012: Lerchenberg
- 2013: Neues aus Büttenwarder
- 2014: Zwei mitten im Leben
- 2014: Tatort: Winternebel
- 2014: Heiter bis tödlich: Koslowski & Haferkamp
- 2014: Heldt – Hängen im Schacht
- 2014: Danni Lowinski (Serie, Sat1)
- 2015: Die Truckerin (RTL)
- 2015: Phönixsee (WDR)
- 2016: Der Lehrer (Serie, RTL)
- 2017: Schöne heile Welt (Fernsehfilm, SWR/Arte, Regie: Gernot Kräa)
- 2018: Phönixsee, 2. Staffel (WDR, Regie: Bettina Woernle)
- 2018: Milk & Honey (VOX, Regie: Peter Gersina)
- 2018: Der Staatsanwalt (HR, 2 Folgen)
- 2018: Schicksale – und plötzlich ist alles anders (Constantin Film / Sat1, 7 Folgen in drei verschiedenen Rollen)
- 2019: Meine Mutter spielt verrückt
- 2020: Meine Mutter traut sich was
- 2020: Meine Mutter will ein Enkelkind
- 2021: Meine Mutter im siebten Himmel
- 2021: Meine Mutter und plötzlich auch mein Vater
- 2024: Rentnercops: Die Nacht hat tausend Augen
- 2022: Ein Wahnsinnstag
- 2022: Tatort: Murot und das Gesetz des Karma
- 2022: Meine Mutter gibt es doppelt
- 2022: Meine Mutter raubt die Braut
- 2023: SOKO Köln: Fuchsmann
- 2024: Die Neue und der Bulle: Ein Duisburg Krimi
- 2022: Schleudergang Miniserie von M.X. Oberg (HR-Hessischer Rundfunk / Folge 6:  - Auf den Spuren der Maya)
- 2024: Nelly und das Weihnachtswunder (Fernsehfilm)